# Paschiodes bekaledjae
Paschiodes bekaledjae är en fjärilsart som beskrevs av Pierre Claude Rougeot 1977. Paschiodes bekaledjae ingår i släktet Paschiodes och familjen Crambidae. Inga underarter finns listade i Catalogue of Life.